# Saint-Martin-Choquel
Saint-Martin-Choquel é uma comuna francesa na região administrativa de Altos da França, no departamento de Pas-de-Calais. Estende-se por uma área de 6,18 km². Em 2010 a comuna tinha 482 habitantes (densidade: 78 hab./km²).